# Charles Devendeville
Charles Devendeville (n. 8 martie 1882, Lesquin, Nord-Pas-de-Calais, Franța – d. 19 septembrie 1914, Reims, Franța) a fost un înotător francez, medaliat olimpic. A participat la o ediție a Jocurilor Olimpice (1900) în care a câștigat o medalie de aur.

## Participări
Lista de mai jos prezintă principalele competiții la care a participat Charles Devendeville de-a lungul carierei.
- natation aux Jeux olympiques d'été de 1900 – nage sous l’eau hommes[*]